# أنتوني جرين
أنتوني جرين (بالإنجليزية: Anthony Green)‏ هو ممثل بريطاني، ولد في 4 أبريل 1970 في المملكة المتحدة.

## أعمال

### أفلام
- (2002) هوية بورن[2]

## وصلات خارجية
- أنتوني جرين على موقع IMDb (الإنجليزية)
- أنتوني جرين على موقع قاعدة بيانات الفيلم (الإنجليزية)